# Anders Storgaard
|  | Denne artikel handler om den konservative politiker. For det tidligere folketingsmedlem for SF og Fredspolitisk Folkeparti, se Anders Storgaard (folketingsmedlem) |
Anders Engelbrecht Storgaard (født 28. januar 1994 i Perth, Australien) er en lokalpolitiker på Frederiksberg for Det Konservative Folkeparti, radiovært og tidligere landsformand for Konservativ Ungdom i perioden 2018-2020.

## Politisk karriere
Anders var 11 år gammel da han i 2005 meldte sig ind i Konservativ Ungdom på grund af den konservative politiker Connie Hedegaards klimapolitik. I de efterfølgende år var han lokalforeningsformand, international sekretær og I 2018 blev Anders Storgaard valgt som landsformand for Konservativ Ungdom.

### Landsformand for Konservativ Ungdom
Anders Storgaard markedede sig i sin tid som landsformand som en socialkonservativ med særligt fokus på klima- og miljødagsordenen. Han agiterede blandt andet for, at Danmark skulle droppe 8. udbudsrunde i Nordsøen og øge CO2-afgifterne og som det første borgerlige parti støtte 70-reduktionsmålet for CO2 i 2030. I februar 2020 annoncerede Anders Storgaard sin intention om at træde tilbage som Landsformand efter to år på posten. På grund af corona-epidemien blev Anders dog siddende som landsformand til august 2020, hvor Magnus von Dreiager blev valgt som Konservativ Ungdoms nye landsformand.

### Rolle i Hong-Kong parlamentsmedlemmet Ted Hui's flugt
I januar 2020 var Anders Storgaard medstifter af foreningen Dansk-Kina Kritisk Selskab sammen med den radikale politiker, Thomas Rohden. Under en konference i Landstingssalen mellem danske ungdomspolitikere og demokratiaktivister fra Hong-Kong i februar 2020 mødte Anders Storgaard parlamentsmedlemmet Ted Hui fra Det Demokratiske Parti i Hong-Kong. I august 2020 blev Ted Hui fængslet og anklaget for at have deltaget i optøjer mod Hong-Kongs bystyre.
Ted Hui kontaktede Anders Storgaard i september 2020 og bad ham om hjælp til at arrangere møder for ham i Danmark med henblik på, at Ted Hui kunne få sit pas tilbage som var konfiskeret af myndighederne i Hong Kong. Sammen med Thomas Rohde og de to folketingsmedlemmer Katarina Ammitzbøll og Uffe Elbæk planlagde han en række møder i Danmark, hvis formål var at få Ted Hui ud af landet.
Den 1.december 2020 landede Ted Hui i Danmark med det officielle ærinde at deltage i møder om klimapolitik med danske folketingspolitikere og NGO'er. Ted Hui annoncerede sin intention om at gå i eksil d. 3. december 2020, hvorefter han tog til Storbritannien for at genforenes med sin familie. De danske politikeres rolle i Ted Huis flugt blev skarpt fordømt af Kina, der beskyldte dem for at skade Danmarks ry og opfordrede den danske regering til at hjælpe med at retsforfølge danskerne, hvilket den danske regering nægtede. Ved den efterfølgende debat i Folketinget vedtog Danmark en tekst, der kritiserede Kinas ageren i Hong-Kong, hvilket udløste protester fra Kinas ambassade i Danmark.
D. 6. marts 2021 kunne Jyllands-Posten berette, at Anders Storgaard, Thomas Rohden, Uffe Elbæk og Katarina Ammitzbøll var blevet advaret om at rejse udenfor Danmark af PET på grund af deres rolle i Ted Huis flugt og, at de fremover skulle koordinere deres rejser med PET af henhold til deres sikkerhed..

### Kommunalpolitik
I april 2021 annoncerede Anders Storgaard sit kandidatur til kommunalbestyrelsen på Frederiksberg. Han blev valgt hertil d. 16. november 2021 med 683 stemmer. Han blev valgt på de Konservatives 7. mandat.

## Opvækst og uddannelse
Anders Storgaard er født i Perth, Australien af danske forældre, bosat på Frederiksberg og opvokset i bydelen Risskov i Aarhus. Til daglig læser Anders Storgaard på kandidaten i statskundskab på Københavns Universitet og har en bachelor i statskundskab fra Aarhus Universitet .